# 美優千奈
美優 千奈（みゆう ちな、1987年5月17日 - ）は、日本の元AV女優。大阪府出身。
血液型:B型、身長:167cm、スリーサイズ:B90（Gカップ） W56 H84、趣味:ネイルアート、特技:水泳。パイパン。

## 略歴
2007年に『新人ギリギリモザイク』（エスワン）でAVデビュー。
2008年9月以降、新作の発表がなく活動停止状態にある。ブログの更新は2008年10月29日を最後に途切れている。
S1の作品にはパイパンで出演しているが、ダスッ!の作品では陰毛を生やしている。

## 作品

### イメージビデオ
2006年
- FeeL（2006年6月23日、キングダム）

### アダルトビデオ
2007年
- 新人ギリギリモザイク (2月19日、エスワン)
- ギリギリモザイク 6つのコスチュームでパコパコ! (3月19日、エスワン)
- ギリギリモザイク 学校でセックスしよっ (4月19日、エスワン)
- ハイパーギリギリモザイク 特殊浴場TSUBAKI 貸切入浴料1億円 (5月3日、エスワン)…共演:蒼井そら、麻美ゆま、吉沢明歩、穂花、小川あさ美、片瀬まこ、伊沢千夏、果梨、西野翔、遥めぐみ、MO☆MO ※AV OPEN 2007エントリー作品
- ギリギリモザイク 千奈のセックスじっくり見せてあげる (5月19日、エスワン)
- ギリギリモザイク 妄想的特殊浴場 本指名 (6月19日、エスワン)
- ギリギリモザイク 激烈ピストン14 (7月19日、エスワン)
- ギリギリモザイク バコバコ乱交39 (8月19日、エスワン)
- ギリギリモザイク バコバコ風俗 W指名 (9月7日、エスワン)…共演:遥めぐみ
- ハイパー×ギリギリモザイク パイパンハイパーギリギリモザイク (10月19日、エスワン)
- ギリギリモザイク パイパン無限絶頂!激イカセ潮吹きFUCK (11月19日、エスワン)
- ハイパー×ギリギリモザイク 特殊浴場TSUBAKI8時間 (12月7日、エスワン)…共演:蒼井そら、麻美ゆま、伊沢千夏、小川あさ美、片瀬まこ、果梨、西野翔、遥めぐみ、穂花、MO☆MO、吉沢明歩
- ギリギリモザイク 20コスチュームでパコパコ! (12月19日、エスワン)

2008年
- ギリギリモザイク 絶叫!ビッグマグナムFUCK (1月19日、エスワン)
- ギリギリモザイク ザーメンドリーム (2月19日、エスワン)
- 完全限定生産×ハイモザver2.1 ハイパーギリギリモザイクMV (3月19日、エスワン)
- ギリギリモザイク 美しい痴女の接吻と性交 (4月19日、エスワン)
- ギリギリモザイク 繰り返し犯されて。 (5月19日、エスワン)
- ギリモザ 限界まで連続FUCK 〜やっと満たされた性欲 (6月19日、エスワン)
- 中出し輪姦病棟 (7月25日、ダスッ!)
- 集団キモ男中出し輪姦 (8月25日、ダスッ!)

### グラビア
- 増刊 美優千奈（2008年、ジーオーティー）

### ミュージック・ビデオ
- RIP SLYME『熱帯夜』（2007年、ダンサー役）

### テレビ
- 背徳の好奇心（MONDO21）